# Tradicionalno slobodno zidarstvo
Tradicionalno slobodno zidarstvo predstavlja jedan od glavnih pravaca unutar slobodnozidarskog pokreta, okupljajući velike lože koje djeluju prema načelima regularnosti, ali nisu priznate od strane matičnih velikih loža regularnog slobodnog zidarstva (Ujedinjena velika loža Engleske, Velika loža Škotske i Velika loža Irske). Iako ove velike lože slijede temeljna pravila, principe i rituale slobodnog zidarstva, njihova formalna nepriznatost od strane navedenih vodećih institucija ne umanjuje njihov značaj ni doprinos u očuvanju i promicanju tradicionalnih vrijednosti, simbola i duhovne baštine unutar slobodnog zidarstva.
Velike lože koje pripadaju ovom pravcu, u pravilu, prakticiraju Drevni i prihvaćeni škotski obred (AASR), jedan od najraširenijih i najutjecajnijih obreda u svijetu slobodnog zidarstva.
Tradicionalne velike lože strogo slijede pravila regularnosti, što podrazumijeva da su otvorene isključivo za muške članove i da je vjerovanje u Vrhovno Biće, bez obzira na specifičnu religijsku pripadnost, temeljni preduvjet za članstvo.
Među vodećim autoritetima tradicionalnog slobodnog zidarstva ističe se Velika loža Francuske, koja svojim djelovanjem predstavlja ključnog nositelja i promicatelja ovog pravca u suvremenom svijetu slobodnog zidarstva.
Tradicionalne velike lože su okupljene u međunarodnim savezima kao što su ICUGL, CGLEM i SOGLIA.

## Predstavnici
Među predstavnicima tradicionalnog pravca u slobodnom zidarstvu, između ostalih, su:
- Velika loža Belgije
- Velika loža Francuske (ICUGL)
- Velika tradicionalna i simbolička loža "Opera" (ICUGL)
- Velika loža Gruzije (ICUGL)
- Velika regularna loža Hrvatske (ICUGL)
- Velika regularna loža Slovenije (ICUGL, SOGLIA)
- Velika nacionalna loža Srbije (ICUGL)
- Velika masonska loža Srbije (CGLEM)